# IndyCar Series 2024
NTT IndyCar Series 2024 je 113. ročníkem American Open Wheel Racing, a jeho 29. ročníkem pod hlavičkou IndyCar Series. Obhájcem titulu je Španěl Álex Palou, vítězství na 500 mil Indianapolis obhajoval Josef Newgarden.

## Jezdci
| Tým                                          | Motor     | #  | Jezdci                  | Závody               | Zdroje               |
| -------------------------------------------- | --------- | -- | ----------------------- | -------------------- | -------------------- |
| A. J. Foyt Racing                            | Chevrolet | 14 | Santino Ferrucci        | 1–                   | [ 1 ]                |
| A. J. Foyt Racing                            | Chevrolet | 41 | Sting Ray Robb          | 1–                   | [ 2 ]                |
| Andretti Global with Curb-Agajanian          | Honda     | 26 | Colton Herta            | 1–                   | [ 3 ] [ 4 ]          |
| Andretti Global                              | Honda     | 27 | Kyle Kirkwood           | 1–                   | [ 5 ]                |
| Andretti Global                              | Honda     | 28 | Marcus Ericsson         | 1–                   | [ 6 ]                |
| Andretti Herta with Marco and Curb-Agajanian | Honda     | 98 | Marco Andretti          | 5                    | [ 7 ]                |
| Arrow McLaren                                | Chevrolet | 5  | Pato O'Ward             | 1–                   | [ 8 ]                |
| Arrow McLaren                                | Chevrolet | 6  | Callum Ilott            | 1, 5, NC             | [ 9 ] [ 10 ] [ 11 ]  |
| Arrow McLaren                                | Chevrolet | 6  | Théo Pourchaire (N)     | 2–4, 6–7             | [ 12 ] [ 13 ] [ 14 ] |
| Arrow McLaren                                | Chevrolet | 6  | Nolan Siegel (N)        | 8–17                 | [ 15 ]               |
| Arrow McLaren                                | Chevrolet | 7  | Alexander Rossi         | 1–                   | [ 16 ]               |
| Arrow McLaren/Rick Hendrick                  | Chevrolet | 17 | Kyle Larson (N)         | 5                    | [ 17 ]               |
| Chip Ganassi Racing                          | Honda     | 4  | Kyffin Simpson (N)      | 1–                   | [ 18 ] [ 19 ]        |
| Chip Ganassi Racing                          | Honda     | 8  | Linus Lundqvist (N)     | 1–                   | [ 20 ] [ 21 ]        |
| Chip Ganassi Racing                          | Honda     | 9  | Scott Dixon             | 1–                   | [ 22 ]               |
| Chip Ganassi Racing                          | Honda     | 10 | Álex Palou              | 1–                   | [ 23 ] [ 24 ]        |
| Chip Ganassi Racing                          | Honda     | 11 | Marcus Armstrong        | 1–                   | [ 23 ]               |
| Dale Coyne Racing                            | Honda     | 18 | Jack Harvey             | 1–4, 6–11, 13–17     | [ 25 ] [ 26 ]        |
| Dale Coyne Racing                            | Honda     | 18 | Nolan Siegel (N)        | 5, NC                | [ 25 ]               |
| Dale Coyne Racing                            | Honda     | 18 | TBA                     | 12                   | [ 15 ]               |
| Dale Coyne Racing with Rick Ware Racing      | Honda     | 51 | Colin Braun (N)         | 1, NC                | [ 25 ]               |
| Dale Coyne Racing with Rick Ware Racing      | Honda     | 51 | Nolan Siegel (N)        | 2                    | [ 26 ]               |
| Dale Coyne Racing with Rick Ware Racing      | Honda     | 51 | Luca Ghiotto (N)        | 3–4, 7–8             | [ 27 ] [ 28 ]        |
| Dale Coyne Racing with Rick Ware Racing      | Honda     | 51 | Katherine Legge         | 5, 10–11             | [ 29 ]               |
| Dale Coyne Racing with Rick Ware Racing      | Honda     | 51 | Tristan Vautier         | 6                    | [ 30 ]               |
| Dale Coyne Racing with Rick Ware Racing      | Honda     | 51 | Toby Sowery (N)         | 9                    | [ 31 ]               |
| Dale Coyne Racing with Rick Ware Racing      | Honda     | 51 | TBA                     | 12–17                | [ 25 ]               |
| DRR-Cusick Motorsports                       | Chevrolet | 23 | Ryan Hunter-Reay        | 5                    | [ 32 ]               |
| DRR-Cusick Motorsports                       | Chevrolet | 24 | Conor Daly              | 5                    | [ 32 ]               |
| Ed Carpenter Racing                          | Chevrolet | 20 | Christian Rasmussen (N) | 1–4, 6–9, 12, 14, NC | [ 33 ]               |
| Ed Carpenter Racing                          | Chevrolet | 20 | Ed Carpenter            | 5, 10–11, 13, 15–17  | [ 34 ]               |
| Ed Carpenter Racing                          | Chevrolet | 21 | Rinus VeeKay            | 1–                   | [ 35 ]               |
| Ed Carpenter Racing                          | Chevrolet | 33 | Christian Rasmussen (N) | 5                    | [ 34 ]               |
| Juncos Hollinger Racing                      | Chevrolet | 77 | Romain Grosjean         | 1–                   | [ 36 ]               |
| Juncos Hollinger Racing                      | Chevrolet | 78 | Agustín Canapino        | 1–6, 8–17, NC        | [ 37 ]               |
| Juncos Hollinger Racing                      | Chevrolet | 78 | Nolan Siegel (N)        | 7                    | [ 38 ]               |
| Meyer Shank Racing with Curb-Agajanian       | Honda     | 06 | Hélio Castroneves       | 5                    | [ 39 ]               |
| Meyer Shank Racing                           | Honda     | 60 | Felix Rosenqvist        | 1–                   | [ 40 ]               |
| Meyer Shank Racing                           | Honda     | 66 | Tom Blomqvist (N)       | 1–5, NC              | [ 39 ]               |
| Meyer Shank Racing                           | Honda     | 66 | Hélio Castroneves       | 6–7                  | [ 41 ]               |
| Meyer Shank Racing                           | Honda     | 66 | David Malukas           | 8–17                 | [ 42 ]               |
| Rahal Letterman Lanigan Racing               | Honda     | 15 | Graham Rahal            | 1–                   | [ 43 ]               |
| Rahal Letterman Lanigan Racing               | Honda     | 30 | Pietro Fittipaldi       | 1–                   | [ 44 ] [ 45 ]        |
| Rahal Letterman Lanigan Racing               | Honda     | 45 | Christian Lundgaard     | 1–                   | [ 46 ]               |
| Rahal Letterman Lanigan Racing               | Honda     | 75 | Takuma Sató             | 5                    | [ 47 ]               |
| Team Penske                                  | Chevrolet | 2  | Josef Newgarden         | 1–                   | [ 48 ]               |
| Team Penske                                  | Chevrolet | 3  | Scott McLaughlin        | 1–                   | [ 49 ]               |
| Team Penske                                  | Chevrolet | 12 | Will Power              | 1–                   | [ 50 ]               |

(N): Jezdec je nováček.

## Kalendář
Kalednář zveřejněný v září 2023 obsahoval 17 závodů a speciální nebodovaný event.
| #  | Jméno                                  | Trať                                   | Lokace                  | Datum        |
| -- | -------------------------------------- | -------------------------------------- | ----------------------- | ------------ |
| 1  | Firestone Grand Prix of St. Petersburg | (M) Ulice St. Petersburgu              | St. Petersburg, Florida | 10. března   |
| NC | $1 Million Challenge                   | (Z) The Thermal Club                   | Thermal, Kalifornie     | 24. března   |
| 2  | Acura Grand Prix of Long Beach         | (M) Ulice Long Beach                   | Long Beach, Kalifornie  | 21. dubna    |
| 3  | Children's of Alabama Indy Grand Prix  | (Z) Barber Motorsports Park            | Birmingham, Alabama     | 28. dubna    |
| 4  | Sonsio Grand Prix                      | (Z) Závodní okruh na Indianapolis M.S. | Indianapolis, Indiana   | 11. května   |
| 5  | 500 mil Indianapolis                   | (O) Indianapolis Motor Speedway        | Indianapolis, Indiana   | 26. května   |
| 6  | Chevrolet Detroit Grand Prix           | (M) Ulice Detroitu                     | Detroit, Michigan       | 2. června    |
| 7  | XPEL Grand Prix at Road America        | (Z) Road America                       | Elkhart Lake, Wisconsin | 9. června    |
| 8  | Firestone Grand Prix of Monterey       | (Z) Laguna Seca                        | Monterey, Kalifornie    | 23. června   |
| 9  | Honda Indy 200 at Mid-Ohio             | (Z) Mid-Ohio Sports Car Course         | Lexington, Ohio         | 7. července  |
| 10 | Hy-Vee Homefront 250                   | (O) Iowa Speedway                      | Newton, Iowa            | 13. července |
| 11 | Hy-Vee One Step 250                    | (O) Iowa Speedway                      | Newton, Iowa            | 14. července |
| 12 | Ontario Honda Dealers Indy Toronto     | (M) Ulice Toronta                      | Toronto, Ontario        | 21. července |
| 13 | Bommarito Automotive Group 500         | (O) World Wide Technology Raceway      | Madison, Illinois       | 17. srpna    |
| 14 | BitNile.com Grand Prix of Portland     | (Z) Portland International Raceway     | Portland, Oregon        | 25. srpna    |
| 15 | Hy-Vee Milwaukee Mile 250s Race 1      | (O) Milwaukee Mile                     | West Allis, Wisconsin   | 31. srpna    |
| 16 | Hy-Vee Milwaukee Mile 250s Race 2      | (O) Milwaukee Mile                     | West Allis, Wisconsin   | 1. září      |
| 17 | Big Machine Music City Grand Prix      | (O) Nashville Superspeedway            | Lebanon, Tennessee      | 15. září     |

Legenda (O): Ovál, (Z): Standardní závodní okruh, (M): Městská trať

## Výsledky
| #  | Závod                        | Pole position    | Nejrychlejší kolo   | Nejvíce kol ve vedení | Vítěz závodu     | Vítěz závodu        | Vítěz závodu |
| #  | Závod                        | Pole position    | Nejrychlejší kolo   | Nejvíce kol ve vedení | Jezdec           | Tým                 | H/Ch         |
| -- | ---------------------------- | ---------------- | ------------------- | --------------------- | ---------------- | ------------------- | ------------ |
| 1  | Grand Prix of St. Petersburg | Josef Newgarden  | Kyffin Simpson      | —                     | Pato O'Ward      | Arrow McLaren       | Chevrolet    |
| NC | $1 Million Challenge         | Álex Palou       | Álex Palou          | Álex Palou            | Álex Palou       | Chip Ganassi Racing | Honda        |
| 2  | Long Beach                   | Felix Rosenqvist | Marcus Ericsson     | Scott Dixon           | Scott Dixon      | Chip Ganassi Racing | Honda        |
| 3  | Barber Motorsports Park      | Scott McLaughlin | Scott McLaughlin    | Scott McLaughlin      | Scott McLaughlin | Team Penske         | Chevrolet    |
| 4  | Indianapolis                 | Álex Palou       | Álex Palou          | Álex Palou            | Álex Palou       | Chip Ganassi Racing | Honda        |
| 5  | Indy 500                     | Scott McLaughlin | Christian Lundgaard | Scott McLaughlin      | Josef Newgarden  | Team Penske         | Chevrolet    |
| 6  | Detroit                      | Colton Herta     | Colton Herta        | Scott Dixon           | Scott Dixon      | Chip Ganassi Racing | Honda        |
| 7  | Road America                 | Linus Lundqvist  | Scott Dixon         | Scott McLaughlin      | Will Power       | Team Penske         | Chevrolet    |
| 8  | Laguna Seca                  | Álex Palou       | Marcus Ericsson     | Álex Palou            | Álex Palou       | Chip Ganassi Racing | Honda        |
| 9  | Mid-Ohio                     | Álex Palou       | Josef Newgarden     | Álex Palou            | Pato O'Ward      | Arrow McLaren       | Chevrolet    |
| 10 | Iowa 1                       | Colton Herta     | Josef Newgarden     | Scott McLaughlin      | Scott McLaughlin | Team Penske         | Chevrolet    |
| 11 | Iowa 2                       | Scott McLaughlin | Josef Newgarden     | Álex Palou            | Will Power       | Team Penske         | Chevrolet    |
| 12 | Toronto                      | Colton Herta     | Scott Dixon         | Colton Herta          | Colton Herta     | Andretti Global     | Honda        |
| 13 | Gateway                      |                  |                     |                       |                  |                     |              |
| 14 | Portland                     |                  |                     |                       |                  |                     |              |
| 15 | Milwaukee 1                  |                  |                     |                       |                  |                     |              |
| 16 | Milwaukee 2                  |                  |                     |                       |                  |                     |              |
| 17 | Nashville                    |                  |                     |                       |                  |                     |              |